# Les Tontons tringleurs
Les tonton tringleurs és una pel·lícula pornogràfica francesa del 2000 dirigida per Alain Payet i produïda per Blue One que parodia la pel·lícula Les Tontons flingueurs.

## Sinopsi
Després de la mort de Joe l'Indestructible, un antic propietari d'un prostíbul, els seus antics empleats intenten esbrinar on ha amagat els seus estalvis. Alban i el seu amic "Queue de beton" es posen en contacte amb els seus amics Dominique, Jean-Pierre i Roberto. Però els homes tenen un competidor en la recerca dels diners: la Marlène, la filla de Joe, també està interessada a trobar els diners. Però els amics estan encantats d'enfrontar-se a ella i als seus ajudants.

## Repartiment
- Dolly Golden: Mademoiselle Marlène
- Céline Bara: Céline
- Jean-Pierre Armand: Jean-Pierre
- Alban Ceray: Alban
- Roberto Malone: Don Vito
- Marc Barrow: Marc
- Richard Allan:
- Claudia Zante : La dona de Queue de Béton
- Pascal White: Pascal
- Dominique Aveline: Dominique
- Delfynn Delage: Delphynn

## Producció
A la pel·lícula, es mostren de nou diverses estrelles masculines del porno francès dels anys 70 en els papers principals: Alban Ceray, Richard Allan, que també rep el nom de "Queue de beton", Roberto Malone, Dominique Aveline i Jean-Pierre Armand. Aquests actors, d'entre 45 i 60 anys, coincideixen actors com Marc Barrow, que en gran part va començar la seva carrera als anys noranta.

## Premis
- Hot d'Or 2000 - Millor remake d'adaptació (Les Tontons Tringleurs - Blue One)[2]